# Джердап II
Джердап II (серб. Ђердап II / Đerdap II) или Железные ворота II (рум. Porțile de Fier II) — гидроэлектростанция, возведённая на границе Румынии и Сербии, на участке Дуная под названием Железные Ворота.

## Строительство
Договор о строительстве ГЭС Джерджап II был заключён в 1976 году властями Югославии и Румынии во время визита румынского главы Николае Чаушеску. Строить электростанцию должны были на 863-м километре Дуная (от его устья). Работы по строительству электростанции начались 3 декабря 1977 года в присутствии Иосипа Броза Тито и Николае Чаушеску. Согласно первоначальному проекту, планировалось построить автомобильную и железную дороги, которые должны были проходить через плотину. Железная дорога должна была соединиться на сербской стороне с дорогой Прахово — Заечар — Ниш, а на румынской — с железной дорогой Констанца — Бухарест — Тимишоара. Также планировалось соединиться с автомобильной дорогой Неготин — Ниш через Заечар и достроить ещё одну ветку к Парачину.
В ходе строительства было вырыто 13,5 млн м³ земли (эквивалентно составу из 160 714 вагонов протяжённостью 2507 км), куда потом залили 2,3 млн м³ бетона. Это была вторая ГЭС, построенная по совместному югославско-румынскому проекту. Само строительство велось в два этапа: на первом этапе были возведены две электростанции с восемью агрегатами и водосливной плотиной, а на втором этапе после перекрытия Дуная были построены корабельный шлюз и дополнительная электростанция. Сборка первого блока с генератором и турбиной заняла 26 месяцев, но на каждый следующий тратилось намного меньше времени. С целью формирования водохранилища в прибрежной зоне были возведены 643 жилых объекта и проложено 25 км магистральных дорог.
Ввод агрегатов в эксплуатацию начался в 1984 году, штатная работа станции началась 12 апреля 1985 года синхронизацией установки A3. Из-за последовавших геополитических потрясений ввод ГЭС Джердап II в эксплуатацию затянулся до 2000 года, когда были введены последние 10 агрегатов с югославской стороны.

## Описание
ГЭС Джердап II имеет большое значение для экономического, автодорожного и железнодорожного сообщения между обеими странами. Эксплуататором с румынской стороны является Hidroelectrica S.A., с сербской — «Електропривреда Србије». Состоит из основной электростанции, двух дополнительных электростанций, двух водосбросных плотин, двух корабельных шлюзов и двух распределительных устройств TTGKV. Основная электростанция как гражданский объект разделена на две равные части: через станцию проходит государственная граница, и каждая страна эксплуатирует свою часть ГЭС.
Главный объект ГЭС имеет длину 1017 м, ширину 78,4 м и высоту 53,45 м. Совокупная масса электромеханического оборудования составляет 7 014 900 т, масса только одного генератора достигает 450 т. . Согласно румынским данным, длина плотины составляет 412 м, высота 35 м. Тип плотины — гравитационная земляная, тип уплотнения — внутреннее глиняное ядро, тип грунта фундамента — скальные и нескальные породы. Используются клапаны производства Vane.
В состав станции входят 10 агрегатов (10 турбин и 10 генераторов), общая мощность составляет 270 МВт. Мощность каждого агрегата 27 МВт. Из 10 турбин 8 — производства Ленинградского металлического завода, 2 — румынского завода Reșița. Каждая турбина совершает 125 оборотов за две минуты. Установлены 10 генераторов, из них четыре — производства ленинградского завода «Электросила», четыре — завода имени Раде Кончара (нынешняя Хорватия), два — румынского завода Reșița. У генераторов КПД составляет 0,98, полная мощность каждого из них — 27,55 МВА. Объём водосброса, согласно румынским данным, составляет 11 700 м³/с. К 1 декабря 2017 года показатели выработки энергии достигли 44 202 537 МВт·ч. Производители блока пяти трансформаторов — Electroputere (завод в Крайове). Номинальная мощность трансформаторов — 63 МВА, передаточное отношение — 123 / 6,3 кВ.

## Развитие ГЭС
В декабре 2011 года на территории ГЭС был открыт пограничный переход, позволявший пересекать сербско-румынскую границу на легковых автомобилях и лёгких грузовиках. В марте 2018 года газета «Политика» заявила о необходимости последовать изначальному плану и проложить через дамбу железную дорогу, что стало бы стимулом для развития экономики обеих стран, в особенности для развития Тимокской долины (Тимочка-Краины).
В декабре 2017 года руководство Електропривреда Србије объявило о намерении в течение следующих 10 лет провести работы по реконструкции энергетической части с целью наращения мощности каждого генератора с 27 до 32 МВт и повышения итоговой мощности ГЭС на 50 МВт. Эта работа началась в марте 2018 года: после завершения обновления планировалось заняться обновлением судоходного шлюза. И. о. директора Електропривреда Србије Милорад Грчич называл это шагом к стандартам «зелёной экономики» Европейского союза.